# 白石陽菜
白石 陽菜（しらいし はるな、1993年4月8日 - ）は、日本のグラビアアイドルである。神奈川県出身。エーライツに所属。かつてR・I・Pに所属していた当時の旧芸名は桜井 えりな（さくらい えりな）。

## 略歴
映画や映像を制作する学校に通っていたところ、R・I・Pにスカウトされ、「桜井えりな」名義でグラビアデビュー。2016年にミスヤングチャンピオン2016グランプリに選出。同年にはオーディションを勝ち抜き、ゲーム『龍が如く6 命の詩。』に本人役（キャバ嬢役）で出演した。
2018年12月17日、R・I・Pを1年間の話し合いの末に円満退所していたことを自身のTwitterにて明かす。
2019年、「白石陽菜」名義に改名してエーライツに所属する。

## 人物
特技は大食いで、記録は回転寿司35皿、串揚げ102本、ラーメン10杯。『ファミ通』の誌面では特技を生かし、ゲーム『龍が如く』とのコラボ飲食店を巡る「食い倒れ記事」を担当したこともある。また、2021年12月7日放送のテレビ番組『ザ!世界仰天ニュース』（日本テレビ）にVTR出演した際には、大食い中は胃が左右に伸びることから腹があまり出ず排泄が頻繁に起こらないうえ、褐色脂肪の機能が高いために太りにくい体質の可能性があることが、検査によって判明している。
テレビ番組『有吉ゼミ』（日本テレビ）では、ギャル曽根と対戦して完食するも敗戦した。
中高と女子高で過ごしていたためか高校2年生までノーブラで日常を過ごしていた。
小顔であり、『龍が如く』で顔を取り込むためのフェイスキャプチャー時、想定より小さくその場では輪郭がうまく認識されなかった経験がある。

## 作品

### 配信楽曲
桜井えりな 名義
- BRAN-NEW STAGE（Full Spec Edition）（2016年12月、JOYSOUND×「龍が如く極」カラオケ配信） - ひかる&えりな with 桐生一馬名義

### イメージDVD
桜井えりな 名義
- ミルキー・グラマー（2015年3月21日、竹書房）
- さくらいろ（2017年3月20日、ラインコミュニケーションズ）

### デジタル写真集
桜井えりな 名義
- さくらいろ（2017年6月23日、ラインコミュニケーションズ）

## 出演

### ゲーム
- 龍が如く6 命の詩。（2016年12月8日、セガ） - キャバ嬢・えりな 役[3]

### テレビ
- ヨロシクご検討ください（2016年1月2日、日本テレビ） - キャバ嬢・佐藤あおい 役
- ギリギリライブ イマドキ女子のリアル生態調査（2021年8月31日、9月6日、9月13日、9月21日[19]、9月28日、10月5日、10月12日、10月19日、10月26日、北海道文化放送）
- ウワサのお客さま（2022年8月26日、2023年8月25日、フジテレビ）

### イベント
- 東京ゲームショウ2016（2016年9月15日 - 18日） - セガゲームス コンシューマ・オンラインカンパニーブース・フォトスポット[20]

### CM
- ライフアフター（2019年4月18日、android、iOS用アプリ、NetEase）メインキャスト